# GMC Caballero
GMC Caballero – samochód osobowy typu pickup klasy wyższej produkowany pod amerykańską marką GMC w latach 1977–1987.

## Historia i opis modelu

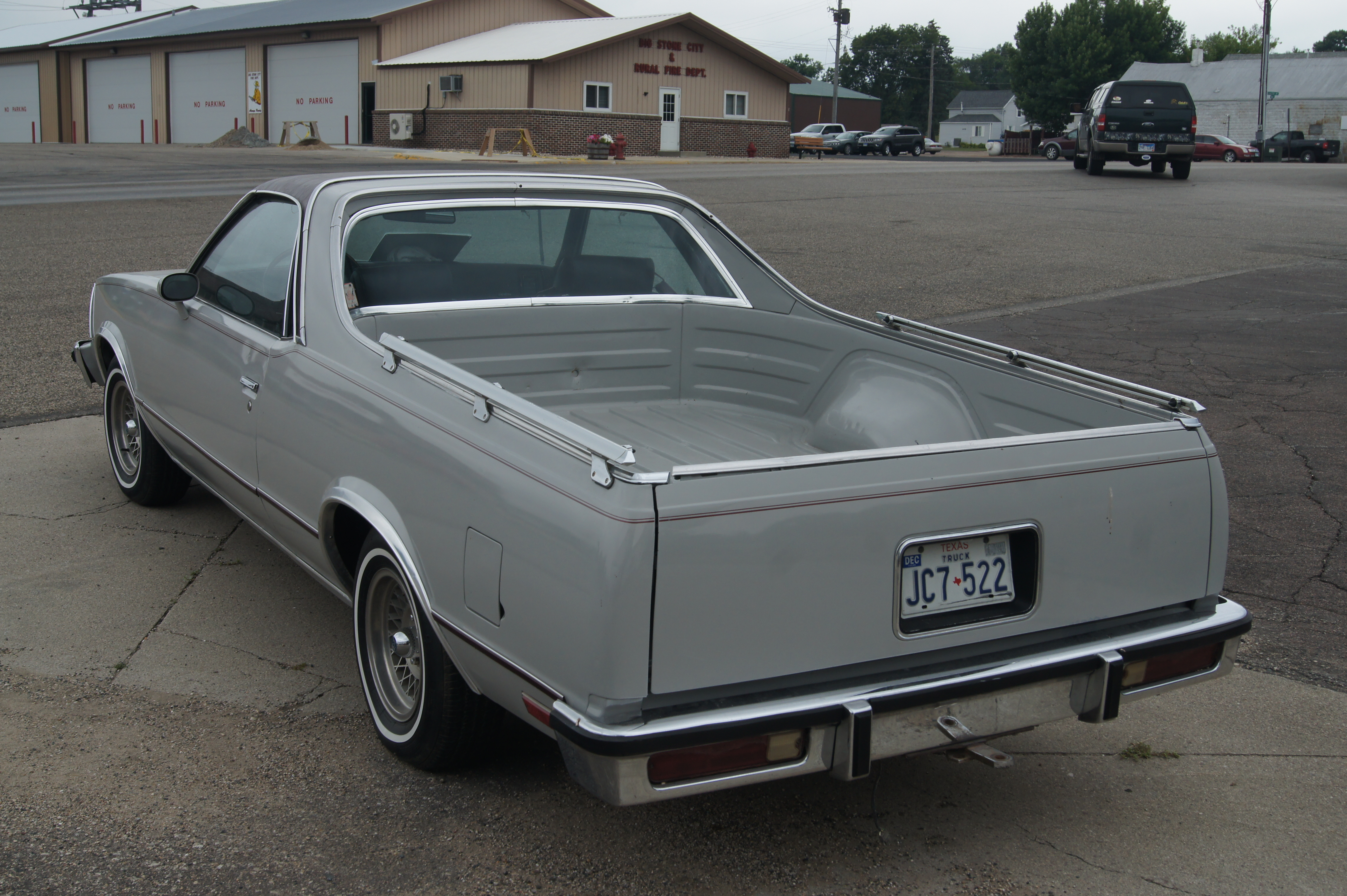
GMC Caballero – tył

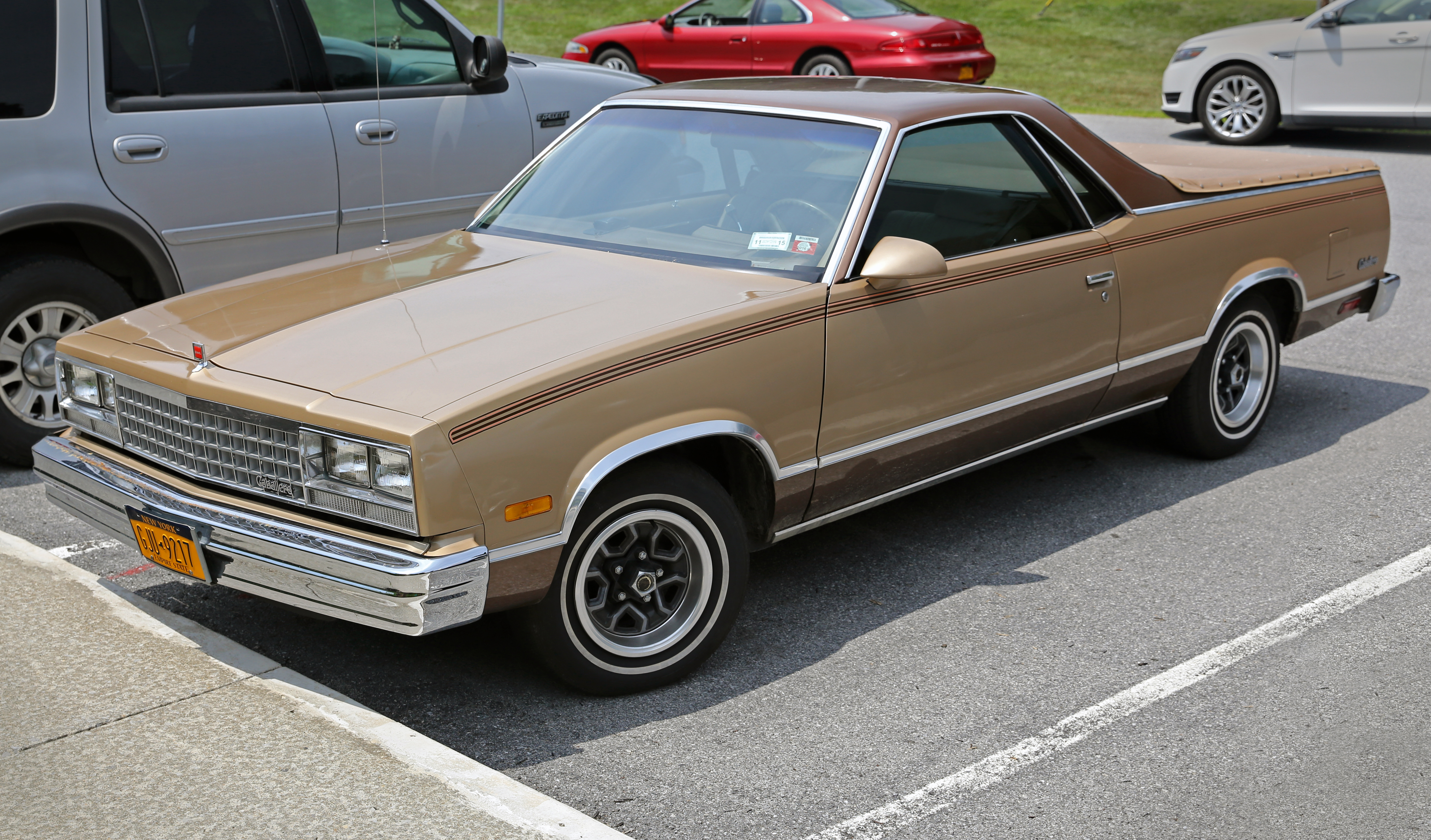
GMC Caballero po liftingu

W 1977 roku GMC przedstawiło następcę dla linii modelowej Sprint. Model Caballero, podobnie jak poprzednik, był bliźniaczą wersją wobec Chevroleta El Camino, odróżniając się od niego innym wyglądem pasu przedniego. Nadwozie charakteryzowało się jedną parą drzwi, kanciastym kształtem błotników i maski, a także dużą liczbą chromowanych ozdobników.

### Lifting
GMC Caballero przeszedł obszerną modernizację w 1982 roku. W jej ramach pojawił się zmodyfikowany pas przedni, nowy układ reflektorów i bardziej kanciasty kształt atrapy chłodnicy. Produkcja zakończyła się w 1987 roku, bez przewidzianego następcy.

### Silnik
- V6 3.8l Chevrolet
- V6 3.8l Buick
- V6 4.3l Chevrolet
- V8 4.4l Small-Block
- V8 5.0l Small-Block
- V8 5.7l Small-Block